# Jean Marinoni
Pour les articles homonymes, voir Marinoni.
Jean Marinoni, né le 25 décembre 1490 à Venise et mort le 13 décembre 1562 à Naples, est un prêtre catholique italien, membre de l'ordre des Théatins. Il est déclaré bienheureux en 1762 par le pape Clément XIII.

## Biographie
François Marinoni est né le 25 décembre 1490 à Venise. Ordonné prêtre, il est nommé chapelain à l’hôpital des Incurables de Venise. Lors de la peste de 1528, il se dévoue pour les malades. Cette même année, il est nommé chanoine de la basilique Saint-Marc, mais renonce à cette charge pour entrer dans l'ordre des Théatins, où il prend le nom de Jean Marinoni. Il fait sa profession le 29 mai 1530. Il est envoyé à Naples trois ans plus tard. Prédicateur apprécié, il déplace les foules lors de ses sermons. Il est aussi très recherché comme directeur spirituel. Il n'oublie pas les pauvres, et fonde un mont-de-piété pour soutenir les personnes dans le besoin. Il refuse sa nomination comme évêque de Naples. Il meurt lors de l'épidémie de choléra qui ravage Naples en 1562, le 13 décembre,.
Il est béatifié par le pape Clément XIII en 1762.

## Sources
- (en) Cet article est partiellement ou en totalité issu de l’article de Wikipédia en anglais intitulé « Francesco Marinoni » (voir la liste des auteurs).